# Niddatal
Niddatal este un oraș din districtul Wetteraukreis, landul Hessa, Germania. Niddatal se află 25 de km nord-est de Frankfurt pe Main. Prin orașul curge râul Nidda.

## Geografie

### Comune vecinate
Niddatal este delimitat în nord de orașul Friedberg, în nord-est de orașul Florstadt, în est de comuna Altenstadt (toți în districtul Wetteraukreis) și de orașul Nidderau (districtul Main-Kinzig-Kreis), în sud de comuna Schöneck (Main-Kinzig-Kreis) și de orașul Karben (Wetteraukreis) și în vest de comuna Wöllstadt (Wetteraukreis).

### Subdiviziuni
Orașul Niddatal este subîmpărțit în patru cartiere: Assenheim, Bönstadt, Ilbenstadt și Kaichen. Orașului Assenheim aparține și Wickstadt.

## Istorie

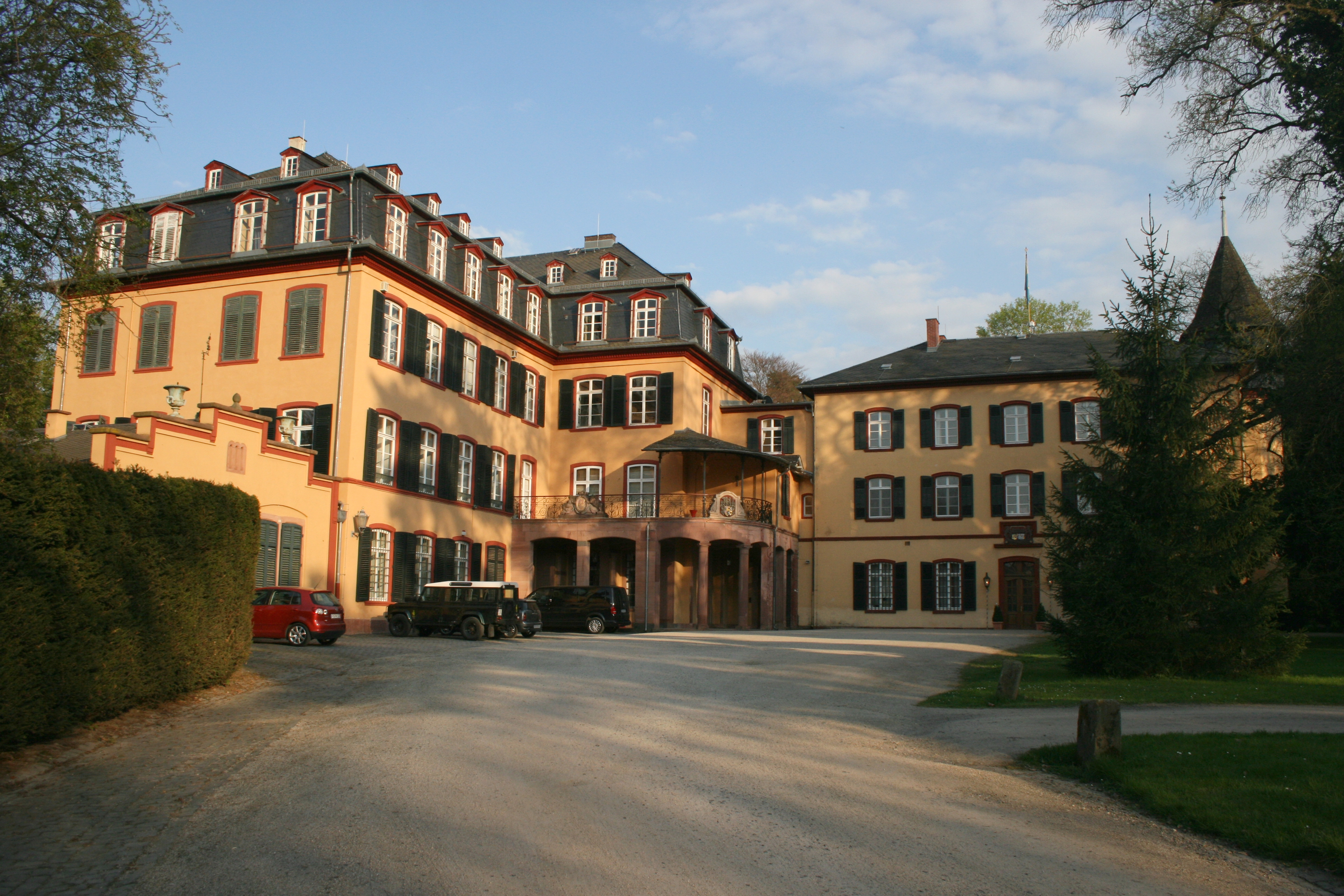
Castelul Assenheim

- Cartierele de Niddatal au fost documentate pentru prima oară în: Assenheim (1139), Bönstadt (1184), Ilbenstadt (818), Kaichen (1231) și Wickstadt (1231). [3]
- Pe suprafața comunei mai a existat satul Sternbach, care a fost documentat pentru prima oară în 1231. Satul a fost abandonat în 1545. Acuma există numai biserica Sternbach în pădurea vest de Wickstadt.
- Mănăstirea Ilbenstadt a fost construită în 1123 și a fost prima mănăstire în regiunea Wetterau. A fost o mănăstire de călugări și călugărițe din ordinul premonstratens. Mănăstirea a fost abandonată din cauza secularizării în anul 1803.
- Comuna "Niddatal" s-a format în 1972 prin reforma rurală din landul Hessa.

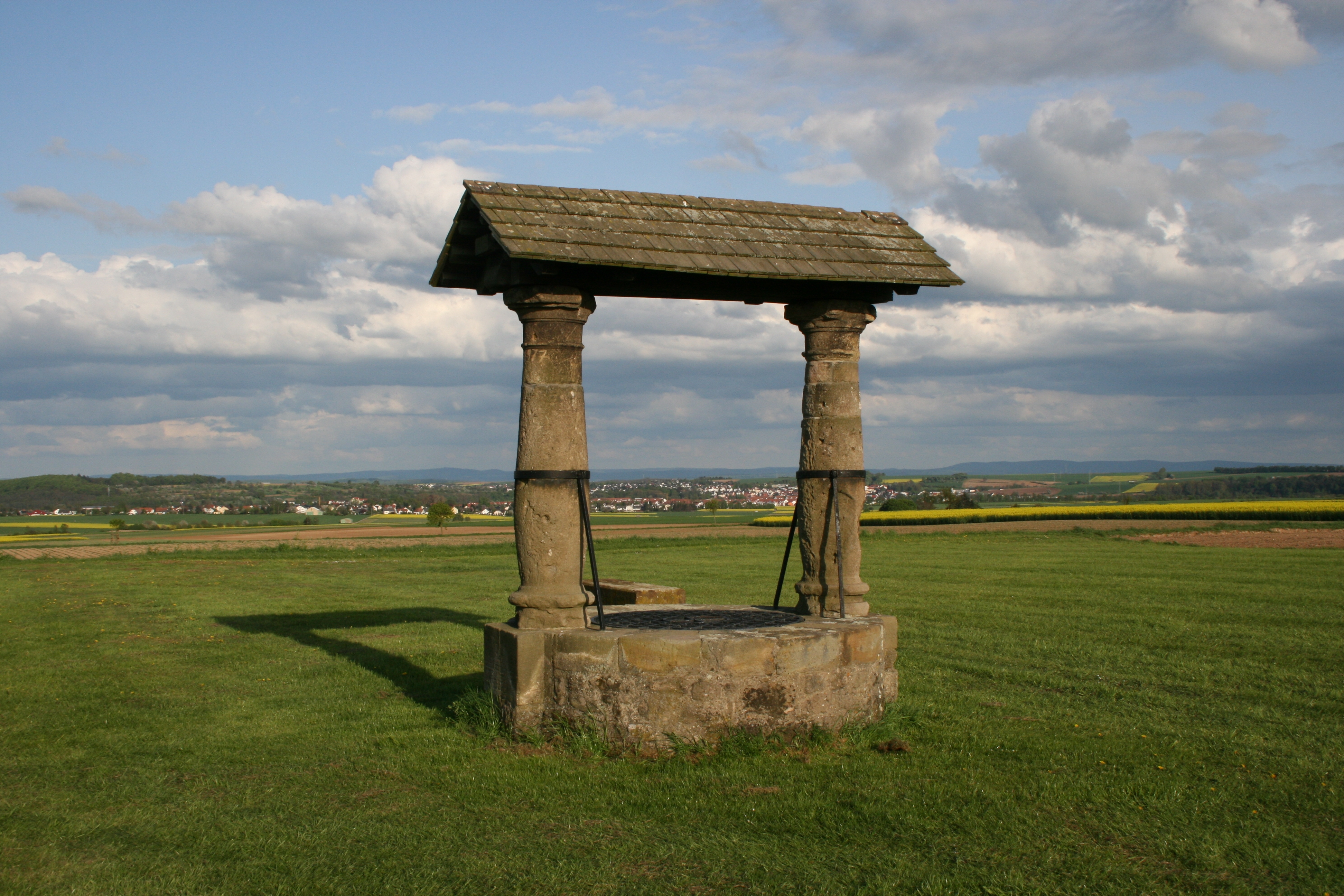
Reconstruire de o fântână romană lângă Kaichen

## Politică

### Alegeri comunale
Rezultatul alegerilor comunale de la 14 martie 2021:
|                                   | Partid politic | 2021    | 2021  | 2016    | 2016  | 2011    | 2011  | 2006    | 2006  | 2001    | 2001 |
| %                                 | Partid politic | Mandate | %     | Mandate | %     | Mandate | %     | Mandate | %     | Mandate |      |
| CDU                               | 49,8           | 16      | 30,1  | 9       | 39,7  | 12      | 42,3  | 13      | 39,9  | 12      |      |
| SPD                               | 20,7           | 6       | 44,6  | 14      | 35,5  | 11      | 37,1  | 12      | 35,9  | 11      |      |
| Bündnis 90/Die Grünen             | 17,5           | 5       | 8,6   | 3       | 15,5  | 5       | 7,2   | 2       | 8,5   | 3       |      |
| Freie Demokratische Partei        | 7,2            | 2       | 11,5  | 3       | 1,6   | 1       | 4,3   | 1       | —     | —       |      |
| Die Linke                         | 4,8            | 2       | 5,2   | 2       | —     | —       | —     | —       | —     | —       |      |
| Freie Wählergemeinschaft Niddatal | —              | —       | —     | —       | 7,7   | 2       | 9,1   | 3       | 15,7  | 5       |      |
| Total                             | 100,0          | 31      | 100,0 | 31      | 100,0 | 31      | 100,0 | 31      | 100,0 | 31      |      |
| Participarea în %                 | 57,6           | 57,6    | 56,9  | 56,9    | 49,0  | 49,0    | 47,2  | 47,2    | 56,6  | 56,6    |      |

### Primari
- 1984–2002: Wilfried Martin (SPD)
- 2002–2020: Bernhard Hertel (SPD)
- 2020–2026: Michael Hahn (CDU)

## Obiective turistice
- Castelul Assenheim

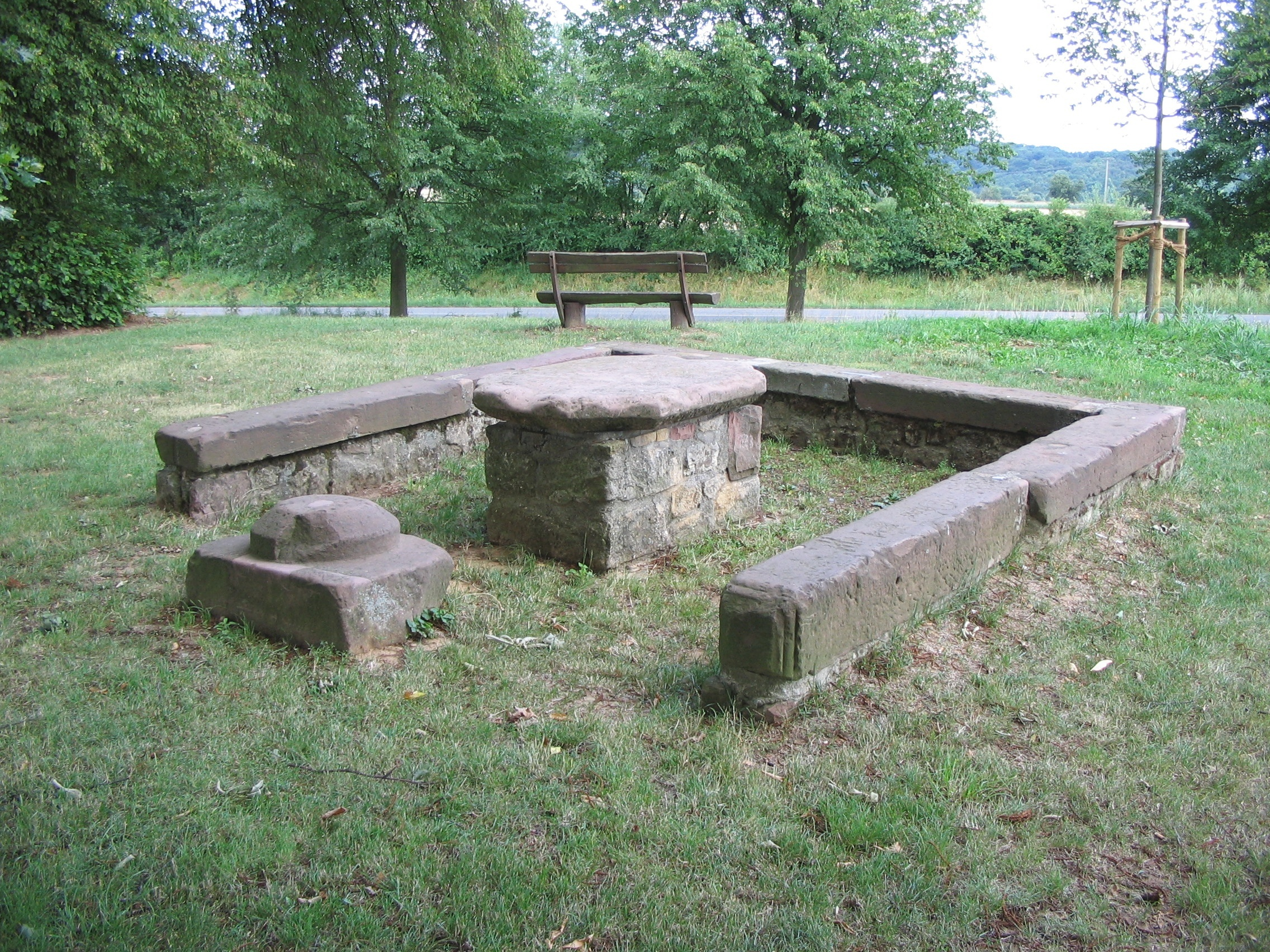
Der steinerne Tisch (Masa de piatră)

- Der steinerne Tisch (Masa de piatră) în Kaichen (Relict tribunalului de Comitatul Kaichen)
- Fântâna romană în Kaichen
- Mănăstirea Ilbenstadt
- Primăria veche în Assenheim

## Infrastructură
Prin Niddatal trec drumul naționale B 45 (Sinsheim - Wöllstadt) și drumurile landului L 3187, L 3188 și L 3351.

### Transporturi publice
Prin orașul Niddatal trece linia de cale ferată RB 33 (Bahnstrecke Friedberg–Hanau), cu oprire în stația Assenheim în perimetrul orașului.

## Personalități
- Karl zu Leiningen-Westerburg (1819-1849), căpitan în armata revoluționară a lui Lajos Kossuth, unul din cei 13 ofițeri executați la Arad